# Vangelis Haritatos
Vangelis Peter Haritatos es un empresario y político zimbabuense de origen griego que ha servido como viceministro de Agricultura y miembro de la Asamblea Nacional de Zimbabue por Muzvezve desde el 2018. Haritatos es miembro de la Unión Nacional Africana de Zimbabue - Frente Patriótico igual que su padre Peter Haritatos.

## Primeros años y educación
Haritatos nació el 6 de abril de 1986 en el Centro Médico Redcliffe en Kwekwe, Provincia de Midlands, Zimbabue. Su padre era un inmigrante griego que llegó al país en los años cincuenta. Estuvo en la Escuela Primaria Eiffel Flat, Jameson High School y la Escuela Internacional de Harare. Estudio en la Universidad John Cabot en Italia, graduándose en Estudios Internacionales y Negocios Internacionales. También estudio aministración pública.

## Carrera política
Haritatos es miembro de la Unión Nacional Africana de Zimbabue - Frente Patriótico desde el 2002 y estuvo involucrado en la liga juvenil del Partido. Fue nombrado secretario de la juventud del distrito para el transporte del pabellón 13 de Mhondoro en 2007. En 2008, fue nombrado subsecretario juvenil de tierras de la Provincia de Mashonalandia Occidental como se convirtió en parte del comité provincial. Fue ascendido al cargo de secretario provincial de finanzas para jóvenes en 2009 y ocupó el cargo hasta 2013.
En 2018, su padre Peter fue diputado en ejercicio para Muzvezve, decidió no presentarse a la reelección y Haritatos fue elegido como el candidato del ZANU - PF, ganando en 30 de julio de 2018. Juró como diputado el 5 de septiembre y fue elegido Viceministro de Tierras, Agricultura, Agua, Clima y Reasentamiento Rural el 11 de septiembre por el presidente Emmerson Mnangagwa.

## Vida privada
Haritatos reside en Kadoma con su esposa Amanda Haritatos y sus 3 hijos. Anteriormente dirigía una panadería y pastelería.